# 樂來越愛你
《樂來越愛你》（英語：La La Land）是一部於2016年上映的美國歌舞愛情浪漫喜剧片，由達米恩·查澤雷執導和編劇。電影由瑞恩·高斯林和艾瑪·史東擔綱主演，他們分別飾演爵士鋼琴家和充滿抱負的女演員，並講述兩人在洛杉磯追隨夢想時墜入愛河。
查澤雷在擔任鼓手時就深情於歌舞片，並在與賈斯汀·赫維玆共同行就讀哈佛大學時首次構想出電影概念。查澤雷于2010年搬去洛杉磯後就創作劇本，但無法找到任何一間製片廠在沒有更改他的設計之下提供資金。在他2014年電影《進擊的鼓手》取得成功後，作品馬上被頂峰娛樂收入囊中。電影取景自洛杉磯多個景點，于2015年8月至9月期間拍攝。電影由赫維玆創作配樂，並由曼蒂·摩兒指導舞蹈動作。《樂來越愛你》於2016年8月31日在第73屆威尼斯影展舉行首映，並於2016年12月9日在美國上映。电影製片預算为3,000萬美元，電影全球票房共計4億4,610萬美元。
《樂來越愛你》獲得好評，尤其是查澤雷的劇本和導演功力、葛斯林和史東的演技、赫維玆的配樂以及片中的歌舞。本片在第74屆金球獎上赢得破纪录的全部七項提名，並在第70屆英國電影學院獎獲得十一項提名而贏得五項。電影在第89屆奧斯卡金像獎獲得十四項提名，包括最佳影片，打平了《彗星美人》和的紀錄。其最終贏得六項：最佳導演、最佳女主角、最佳攝影、最佳原創音樂、最佳原創歌曲（《星光之城》）和最佳藝術指導。

## 劇情
在美國洛杉磯的一條交通擠塞的高速公路上，一位有理想與抱負的女演員美雅·杜蘭因背誦試鏡台詞時忘記開車前進，跟在後尾隨的爵士鋼琴家塞巴斯蒂安·懷德起衝突。美雅一直以來參加過無數的試鏡至今卻得不到演出機會，當天下午試鏡的悲傷戲中還因為選角導演接聽電話而打斷。陷入低潮的美雅當晚被她的三位室友叫出去，參加在好莱坞山別墅舉辦的奢侈派對，結束時她卻發現自己的車被拖走。手機沒電又沒車的情況下，美雅只好獨自走下山丘，此時一段爵士鋼琴獨奏突然從旁邊的餐廳裏傳出來，吸引美雅走進去，她發現彈奏歌曲的竟是早上遇到的塞巴斯蒂安。當時，塞巴斯蒂安彈奏一段爵士即興式的鋼琴曲，卻被店主以沒有遵照指定的曲目演奏而遭解僱。美雅走上前打算讚賞他，卻被心情鬱悶的塞巴斯蒂安擦肩無視。
幾個月後，美雅於參加派對時跟塞巴斯蒂安重遇，發現他這次跟著一隊專門唱80年代歌曲的流行樂隊。派對結束後，二人沿著山路尋車，夜色在他們倆之間營造出一絲微妙情愫，二人高歌《美好的夜晚（A Lovely Night）》時翩翩起舞，在互道晚安後離去。隔天，塞巴斯蒂安來到咖啡廳跟美雅見面，美雅向他抒發對電影與演戲的熱情和嚮往；塞巴斯蒂安則向美雅講述他對爵士樂的熱情、以及開設一家掛著自己名字的俱樂部的夢想。塞巴斯蒂安邀請美雅去看電影《養子不教誰之過》，她欣然答應，卻忘記了自己跟現任男友葛雷格有約。在她與男友聚餐時，美雅感到沒趣後趕到戲院，並在電影開始的一刻趕上。當晚，二人在格里斐斯天文台裡跳一支浪漫的舞，隨後便開始他們浪漫的同居生活。
在遇到無數次的試鏡失敗後，美雅決定寫一個單人秀劇本，而塞巴斯蒂安則開始於一個俱樂部作定期表演。一天，塞巴斯蒂安巧遇同是音樂家的高中同學基斯，基斯邀請他到其爵士樂團當琴手，並提供穩定收入，然而樂團的流行風格跟他所想的大想逕庭，讓他感到沮喪；美雅努力說服自己的母親指自己正為夢想努力集資後，偷聽到這些塞巴斯蒂安決定跟樂團簽約，樂團並開始一炮而紅；但隨著樂團漸有名氣，兩人相處的時間逐漸變少。樂團巡迴演出期間，塞巴斯蒂安和美雅因為愛情和理想等觀念問題發生過一次激烈的爭吵。隔天晚上，塞巴斯蒂安参與樂團拍攝宣傳照的同時，美雅的單人舞台劇以災難形式收場，不但觀眾寥寥可數、還劣評如潮，美雅甚至連劇場的費用都沒辦法付清。塞巴斯蒂安雖然在最後跑來道歉，但這次深受打擊的美雅決定放棄她的演員夢，搬回她在內華達州博爾德市的老家。
幾天後，塞巴斯蒂安突然接到一位曾經前往觀看美雅單人舞台劇的選角導演來電，得知她甚為欣賞美雅的演出而特別為她提供一個試鏡機會。塞巴斯蒂安於是火速開車前往美雅的老家，說服她試試這次機會，而經過幾番考慮後，美雅決定前去參加試鏡。試鏡時，兩位選角導演讓她說故事，她便開始以演唱《試鏡》，敘述自己從姑姑的身上萌發演員夢等經歷。試鏡成功讓美雅首次得到演出機會，但此行要讓美雅搬到巴黎拍戲數個月。塞巴斯蒂安鼓勵她要全心全意投入這次機會；他們倆也不知道二人的關係究竟該如何是好，但互相表示將會永遠愛著對方。
五年後，美雅成為一名備受矚目的優秀女演員，並和別人結婚成家立室，夫妻二人更育有一個女兒。一晚，美雅跟丈夫到戲院看電影，中途卻因為交通擠塞而來到一家爵士樂俱樂部，美雅卻突然發現俱樂部名字為「塞巴俱樂部（Seb's）」，那標誌更是她多年前為塞巴斯蒂安所設計的，她意識到那是塞巴斯蒂安所開的俱樂部。當樂隊開始為台下觀眾席演奏時，塞巴斯蒂安注意到美雅在觀眾席後，便開始以鋼琴獨奏方式演奏他跟美雅的主題曲。優美的音樂節奏與旋律讓美雅和塞巴斯蒂安雙雙幻想著「假如他們從來沒有分開過」的情景，演奏結束時觀眾席傳出一片掌聲，美雅跟丈夫離開之際，看著二人都各自實現了自己的夢想，美雅跟塞巴斯蒂安相視一笑。

## 演員表
- 瑞恩·高斯林 飾 塞巴斯蒂安·懷德（Sebastian Wilder）
- 艾瑪·史東 飾 美雅·杜蘭（Mia Dolan）
- 約翰·傳奇 飾 基斯（Keith）
- 蘿絲瑪麗·德威特（英语：Rosemarie DeWitt） 飾 勞拉·懷德（Laura Wilder）
- 芬恩·維特羅克 飾 葛雷格（Greg）
- 潔西卡·羅瑟 飾 亞莉克西絲（Alexis）
- 水野索諾亞 飾 凱特琳（Caitlin）
- 凱莉·赫南德茲（英语：Callie Hernandez） 飾 翠絲（Tracy）
- J·K·西蒙斯 飾 比爾（Bill）
- 湯姆·埃弗瑞特·斯科特 飾 大衛（David）
- 麥根·費伊（英语：Meagen Fay） 飾 美雅的母親
- 戴蒙·古普頓（英语：Damon Gupton） 飾 哈里（Harry）
- 傑森·福克斯（英语：Jason Fuchs） 飾 卡洛（Carlo）
- 喬希·潘斯 飾 喬希（Josh）
- 馬里烏斯·德弗里斯（英语：Marius de Vries） 飾 克萊德（Clyde）

演員名單來自Fandango。

## 製作

### 前期製作

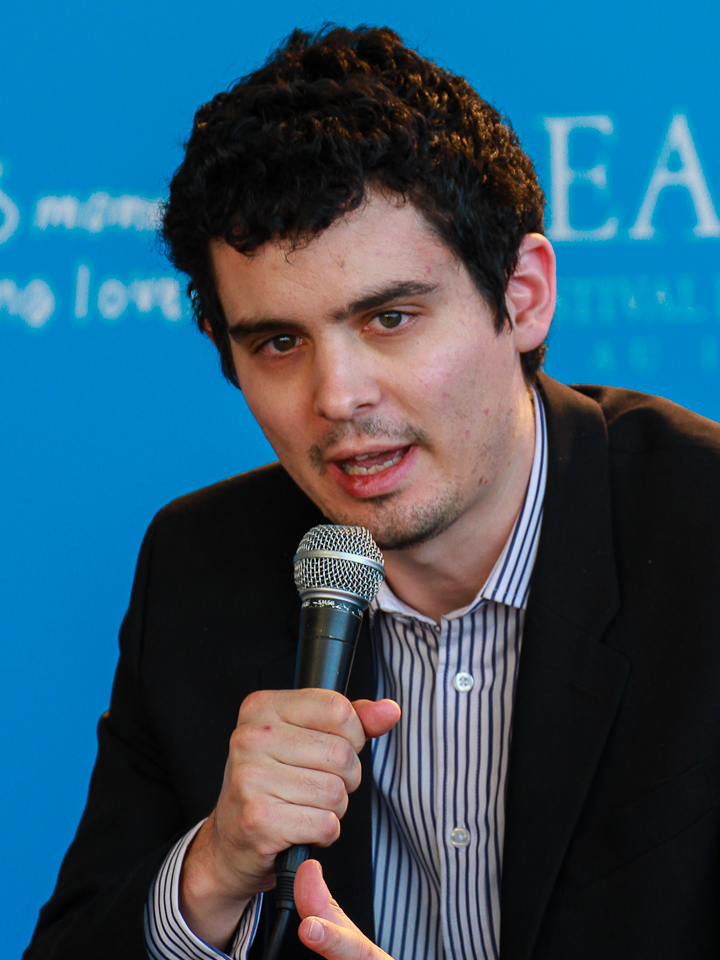
達米恩·查澤雷與賈斯汀·赫維玆共同就讀哈佛大學時首次構想出電影概念。

查澤雷在擔任鼓手時就深情於歌舞片。2010年他在電影產業中名不見經傳時，創作了《樂來越愛你》的劇本。他的想法是「採取舊式歌舞片，並將其放在現實生活中，而箇中事情不是經常完全順利」以及向搬去洛杉磯去追尋夢想的創意人才表達致敬。當他就讀哈佛大學時與同學賈斯汀·赫維玆共同構思電影。兩人在畢業論文中透過一部關於波士頓爵士音樂家的低預算歌舞片《公園長凳上的蓋伊和艾德琳》探討了這個概念。查澤雷被20年代的城市交響電影所震撼，例如向城市致敬的《曼哈頓》（Manhattan）和《持攝影機的人》。畢業之後，兩人於2010年搬去洛杉磯並繼續創作劇本，但做了一些修改，例如將地點從波士頓改爲洛杉磯。
他不是試圖將洛杉磯與巴黎和舊金山的魅力相匹配，而是專注於讓城市與眾不同的特性：交通、雜亂無序的城市擴展及空中輪廓。電影的風格和氣氛是啟發自的和《柳媚花嬌》，尤其是舞蹈戲更多且以爵士為導向的後者。電影還向一些好萊塢經典作品做了視覺影射，包括、和。查澤雷對於《花都舞影》評論道：「這就是我們剛剛劫掠的電影。這是一些很棒的例子來說明這些老舊歌舞片相當大膽。」該片的角色發展和主題與查澤雷之前的作品《進擊的鼓手》有相同的特質。查澤雷對此說道：
「他們都是關於成爲藝術家的努力，並將你的夢想和爲人世道作調和。《樂來越愛你》只是少些怒氣而已。」
他說兩部電影都反映了他作爲電影製作人走上好萊塢階梯的經歷。《樂來越愛你》尤其啓發自他從東岸搬去洛杉磯的經歷，而對其先入爲主的觀念是「它全部都只是狹長的商業街和高速公路」。
查澤雷多年來無法製作這部電影，因爲沒有製片廠肯爲這一部沒有熟悉歌曲的原創當代歌曲片提供資金。這還是一部爵士音樂劇，因此《好萊塢報導》稱其爲「絕種種類」。他相信由於他和赫維玆在當時不爲人知，這可能讓贊助商懷疑作品的潛力。查澤雷透過介紹他至佛瑞德·貝加和喬丹·霍羅威茨的朋友找到製作人。隨著兩位製作人的加入，劇本以大約百萬預算進入焦點影業。然而製片廠要求改變：男主角被要求從爵士鋼琴家改成搖滾音樂家、複雜的開場歌舞必須修改，以及故事苦樂參半的結局需要被刪除。查澤雷取消了拍攝計劃並開始新的製作。
查澤雷其後創作《鼓動真我》，這是一個較容易出售的概念和風險較低的投資。《鼓動真我》於1月在2014年日舞影展舉行首映並獲得影評人好評之後，查澤雷繼續努力將《樂來越愛你》帶上大熒幕。一年後，當《鼓動真我》在第87屆奧斯卡金像獎獲得提名，包括最佳影片，并且全球票房共計5,000萬美元，而其製片預算則是330萬美元，因此查澤雷和他的作品開始吸引製片廠的注意。
查澤雷創作劇本五年後，頂峰娛樂和黑標傳媒，以及製作人馬克·佈雷特同意投資《樂來越愛你》，並決定發行。他們對《鼓動真我》在評價和票房上的成功印象深刻。獅門娛樂之前曾擔任《舞力全開》經銷人的帕特里克·沃茨斯貝格（Patrick Wachsberger）因覺得高質量的歌舞片不應該花太少钱，因此促使查澤雷增加電影的預算。

### 選角
一開始麥爾斯·泰勒和被安排擔綱主演。華森因爲承諾出演2017年《美女與野獸》歌舞改編版而放棄，泰勒則透過長期合同洽談後離開。相反，葛斯林拒絕了《美女與野獸》野獸的角色，轉而出演《樂來越愛你》。查澤雷決定讓角色變得年長，並有努力實現夢想的經驗，而不是剛剛到達洛杉磯的年輕初到者。
艾瑪·史東飾演一名在洛杉磯苦苦掙扎的女演員蜜雅。史東自八歲觀看《悲慘世界》之後便愛上了歌舞片，並說道「充斥在歌曲中一直是我真正的夢想」，而她最喜歡的電影是1931年查理·卓别林的愛情喜劇片《城市之光》。史東在兒時學過啦啦隊舞和一年的芭蕾舞。她15歲時隨母親搬去好萊塢去謀求職業生涯，並在第一年不斷努力試鏡。當她去參加試鏡時，她通常唱或說一句就被拒之門外。史東以她自己的經歷來描繪出蜜雅的角色，並加入一些情節在電影中。

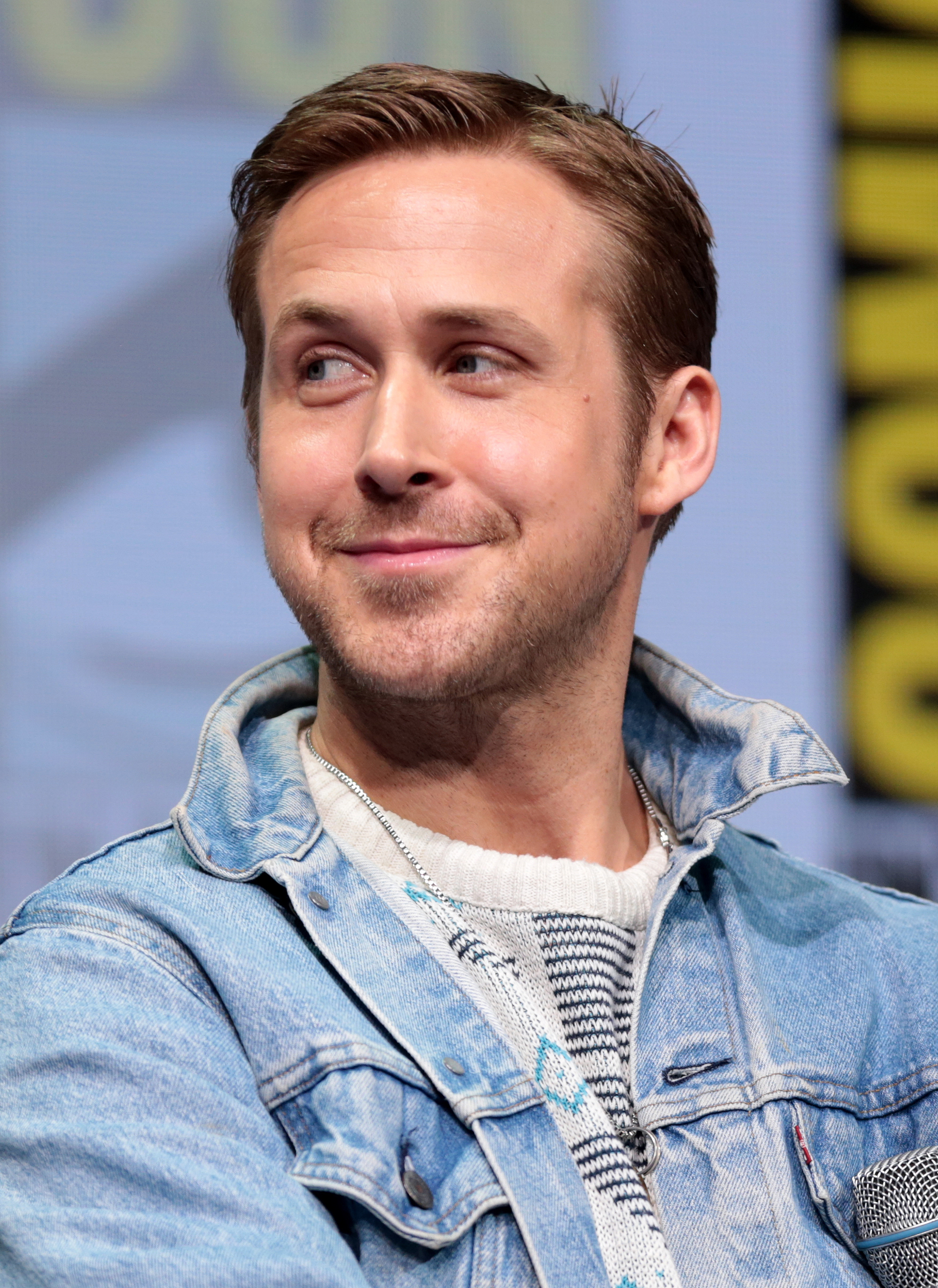
萊恩·葛斯林爲角色學習踢踏舞和鋼琴

2014年，她在演出其百老匯首秀《歌廳》期間面見了查澤雷。查澤雷和赫維玆看她演出當演員在晚上患得感冒的時候。她在紐約的布魯克林餐館會見查澤雷，在那裏導演勾勒出他對電影計劃的看法。史東因演出《歌廳》而增長信心，以應付電影的需求。在爲角色準備的過程中，史東看了一些啓發查澤雷靈感的歌舞片，例如與和琴吉·羅傑斯的合作電影。史東因爲查澤雷對於作品的熱情而接受這個提議。
萊恩·葛斯林飾演一名爵士鋼琴家塞巴斯蒂安。跟史東一樣，萊恩·葛斯林以作爲努力奮鬥的演員的經歷來描繪角色。其中一個事件用於蜜雅身上，葛斯林在試鏡中要表演哭戲，而選角導演在中間接電話，並在她情緒高漲時說他的午餐計劃。查澤雷在好萊塢山一家近葛斯林家的酒吧面見他，而當時葛斯林在拍攝。
在頂峰買下這部電影後，查澤雷立馬分配兩人角色。他說兩人「感覺就像我們現在有一對最接近好萊塢舊式夫妻的東西」，就像斯潘塞·特雷西和凱瑟琳·赫本、和琴吉·羅傑斯、堪富利·保加和羅蘭·比歌，以及瑪娜·洛伊和威廉·鲍威尔。這部片是史東和葛斯林繼和《風雲男人幫》之後的第三部合作作品。當他們都嘗試去參與製作電影，查澤雷問兩人關於他們試鏡時的災難。他們都爲電影六首原創曲子學習如何唱歌和跳舞。
剩下的演員，包括J·K·西蒙斯、水野索諾亞、潔西卡·羅瑟、凱莉·赫南德茲、羅絲瑪麗·德威特、約翰·傳奇、傑森·福克斯和麥根·費伊均於2015年7至8月被製片商宣佈出演電影。傳奇飾演塞巴斯蒂安的長年朋友基斯。
電影由曼蒂·摩兒指導舞蹈動作。從2015年5月開始，在洛杉磯亞特華德村的製作辦公室進行爲期三至四個月的排練。葛斯林在其中一間房間練習彈鋼琴，史東則與摩兒在另一間一起跳舞，而服裝設計師瑪莉·佐弗雷斯擁有她自己在綜合大樓的一個角落。因爲沒有手替，沒有經驗的葛斯林不得不學習如何彈鋼琴。摩兒强調的是情緒而不是技術，史東說當他們拍攝普銳斯車那一幕時，這就是關鍵。爲了幫助演員和工作人員取得他們流暢的創意模式，查澤雷每周五晚在攝影棚放映那些激發他創作電影靈感的經典作品，包括《秋水伊人》、《萬花嬉春》、和《不羈夜》。

### 拍攝
一開始，查澤雷想要電影的歌舞排序是「從頭到脚」拍攝，并以一鏡呈現，就像30年代佛雷·亞斯坦和琴吉·羅傑斯的作品。他還想該片效仿50年代歌舞片宽银幕电影镜头般的寬頻，就像。因此這部電影是以寬銀幕電影鏡頭的2.55：1寬高比爲基礎，並在潘那維申設備上用賽璐珞膠片拍攝，然而因爲技术不允許，所以并不是真的寬銀幕電影鏡頭規格。
查澤雷想要洛杉磯成爲其電影的主要場景，並評論道「我認爲這個城市有一種詩情畫意的東西，關於一個城市是成立於擁有不切實際夢想的人以及幾乎將畢生花費在夢想的人」。主體拍攝於2015年8月10日在該城市正式開始，並取景自洛杉磯和附近的60多個場景，包括市中心的天使鐵路缆车、好萊塢山的房子、科羅拉多街橋、南帕薩迪納的里亞爾托戲院、華納兄弟攝影棚場地、中央大市場、何爾摩沙海灘的輕屋咖啡館、著名的格里斐斯天文台、馬爾蒙莊園酒店和華茲塔，有許多場景只拍攝一次。它拍攝過程花費了40天，於2015年9月中旬完成。
開場進入正戲前的一組鏡頭最先被拍攝，並拍攝於哈里普雷格森法官交匯處的兩條高乘載直達連接坡道的封閉部分，從I-105高乘載車道連接至I-110快車道，且通往洛杉磯市中心。它在兩天内完成拍攝，動用了超過百位舞者。對於這個特定的一幕，查澤雷想要呈現這座城市多麽寬廣的感覺。這一幕原先計劃在一段地平面高速公路拍攝，直到查澤雷決定在弧度100英尺（30）上的空中來拍攝105–110交叉道。藝術指導大衛·瓦斯科（David Wasco）說：「我認爲有人會摔下來然後死掉。」并不是高速公路每一部分都被封鎖。查澤雷將這一幕與《綠野仙蹤》中通往翡翠城的黃磚路作比較。

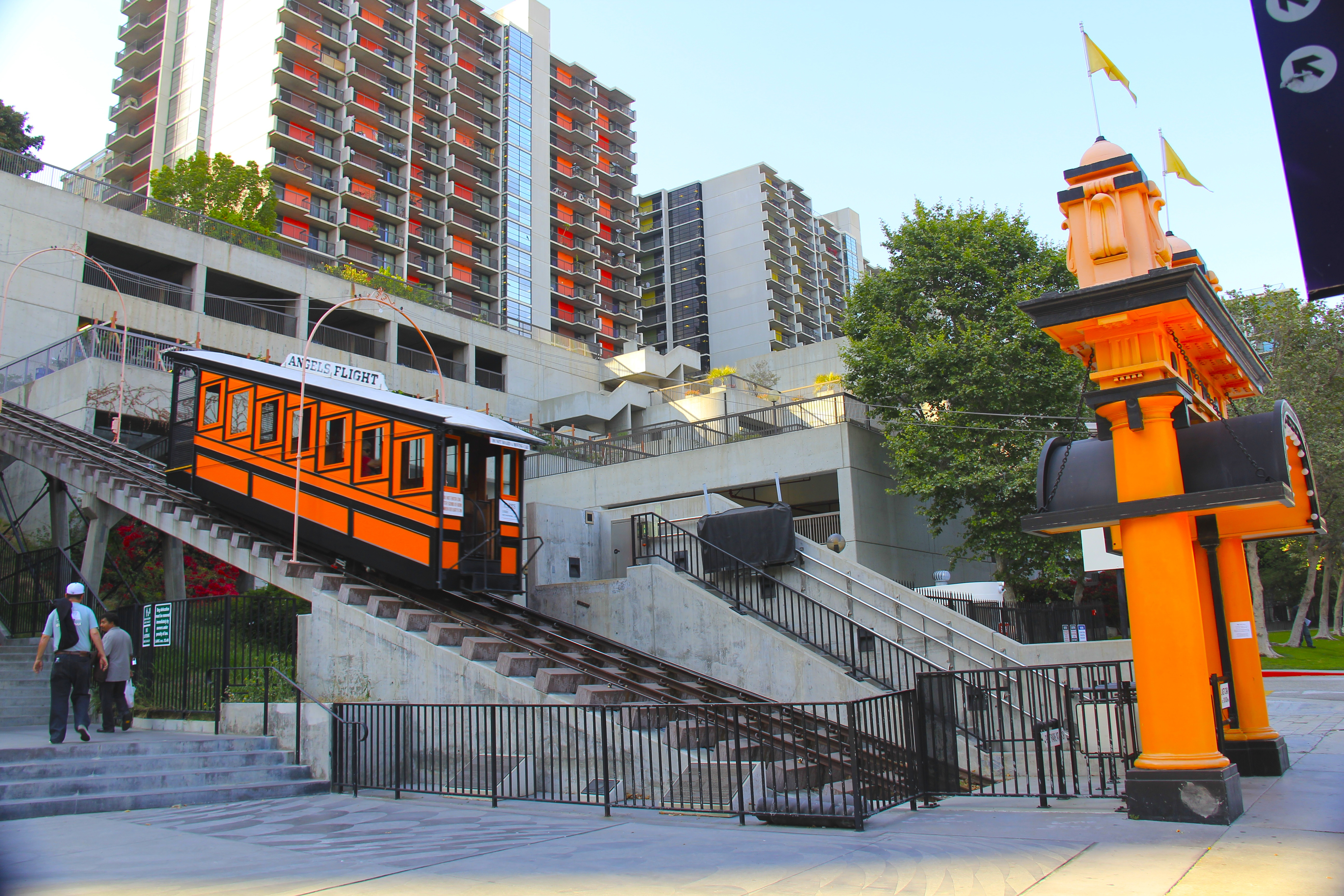
天使鐵路（圖）已停止運作四年，包括當時拍攝期間，並專門爲電影拍攝而重新運作一天

查澤雷爲「舊洛杉磯」尋找一些處於廢墟，或者可能被夷爲平地的地方。其中一個顯著例子就是天使鐵路的使用，其建造于1901年。天使鐵路在發生出軌意外後於2013年關閉。有人試圖修理和重新開放鐵路，但無濟於事。然而，製作團隊能夠獲得使用其一天的准許。查澤雷和他的工作人員接著爲攝影讓其被安排重新運作一天（它於2017年重新開放給大衆）。蜜雅在華納兄弟攝影棚場地的咖啡館工作；查澤雷認爲該攝影棚很多都是好萊塢的「名勝古跡」。藝術指導瓦斯科創作了許多假的電影海報。查澤雷偶爾會爲海報取名字，并決定以他的首部長片《公園長凳上的蓋伊和艾德琳》的標題作爲其中一張海報，並將其重新想象爲一部30年代歌舞片。
六分鐘的普銳斯車一幕必須要完成於日落時短暫的魔幻時刻。這一幕在兩天內總共拍攝了八次。當萊恩·葛斯林和艾瑪·史東終於搞定，史東說：「每一個人的情緒都爆開了。」由於葛斯林和史東不是專業舞者，兩人因此犯了不少錯誤，尤其是在長時間不間斷的單拍樂曲中。然而，查澤雷則十分支持他們，理解他們缺乏經驗而不在乎他們犯的錯誤。在拍攝塞巴斯蒂安和蜜雅一起跳第一支舞時，史東被長凳背面絆倒，但選擇立馬糾正並繼續演出該幕。
在浪漫晚餐時葛斯林的角色塞巴斯蒂安對蜜雅（艾瑪·史東）的爭辯是其中一個重寫最多次的一幕。葛斯林和史東還幫助這一幕創作台詞，使其成爲在充滿想象和幻想元素的電影中其中一個較爲真實的一幕。
查澤雷與剪輯師湯姆·克洛斯用了將近一年來剪輯電影，因爲兩人最主要關心是如何讓氣氛變得正確。

### 音樂
《樂來越愛你》的歌曲和配樂由查澤雷的大學同學賈斯汀·赫維玆創作和策劃，其同時參與他先前兩部電影。歌詞由帕塞克與保羅創作，除了《點燃火焰》（Start a Fire），其由約翰·傳奇、赫維玆、馬里烏斯·德弗里斯和安吉麗·絲兒盧（Angelique Cinelu）創作。原聲帶專輯於2016年12月9日由新視鏡唱片發行，包括赫維玆的配樂和演員的獻唱歌曲。

## 發行
《樂來越愛你》於2016年8月31日在威尼斯影展舉行世界首映。電影還在特柳賴德影展、多倫多國際影展（從2016年9月12日開始）、倫敦影展、米德爾堡影展（2016年下半年）、維吉尼亞大學舉辦的維吉尼亞影展（2016年11月6日）以及美國電影學院影展（2016年11月6日）放映。
電影原定於2016年7月15日上映。然而，2016年3月，製片商宣佈電影將於2016年12月2日開始有限上映，之後於2016年12月16日擴展至大範圍。查澤雷表示，這次改變是因爲他覺得發行日期并不適合電影環境，以及因爲他想要從早期秋季影展開始後才慢慢展示。這部電影後來推遲一週至2016年12月9日，而仍計劃於2016年12月16日廣泛發行。獅門娛樂於2016年12月9日在五家戲院開場，並於2016年12月16日擴展至200家戲院，之後於2016年12月25日在全球上映。這部電影於2017年1月6日全面上映，一週后在IMAX戲院上映。
《樂來越愛你》於2017年1月12日在英國上映。電影在荷蘭和澳洲分別於2016年12月22日和12月26日上映，而其他地區計劃於2017年中旬上映。威望國際宣布《樂來越愛你》於2020年4月10日重新在台灣威秀影城上映。

### 家用媒體
獅門娛樂於2017年4月11日以數位高清形式發行《樂來越愛你》，並於2017年4月25日以藍光、超高清藍光和DVD形式發行。

## 反響

### 票房
《樂來越愛你》在美國及加拿大地區共累積了1億5,110萬美元的票房，加上來自其他地區的2億9,500萬美元，全球票房共計4億4,610萬美元，而其製片預算則是3,000萬美元。Deadline Hollywood將電影的所有支出和收入合計在一起並計算出6,825萬美元的净利潤，這讓其成爲2016年前二十名最高盈利的上映電影。
《樂來越愛你》於12月9日開始在洛杉磯和紐約五家戲院有限上映。截止至首週週末，電影共收穫881,107美元票房，平均每戲院收穫176,221美元，爲年度最高平均成績。在其有限上映的第二週，電影擴展至200家戲院，並收穫410萬美元，在票房排行榜上排名第7。它比前一週上升了366%，平均每戲院收穫20,510美元。翌週，電影廣泛擴展至734家戲院，在週末收穫580萬美元（包括聖誕節的400萬美元和四天的920萬美元），排名第8。2017年1月6日，電影在金球獎頒獎週末擴展至1,515家戲院，並在週末收穫1,000萬美元，排名第5。在其發行第六週，電影收穫1,450萬美元（在爲期四天的周末以及馬丁·路德·金紀念日總計收穫1,690萬美元），僅次於《隐藏人物》排名第2。在獲得十四項奧斯卡提名后，電影於2017年1月27日擴展至3,136家戲院（比上週增加了1,271），並收穫1,210萬美元（比上週收穫的840萬美元上升了43%）。在2月24至26日週末（奧斯卡獎週末），電影收穫460萬美元，與上週收穫的數額相同。翌週，在贏得六項奧斯卡之後，電影獲得300萬美元。

### 評價
影評人讚賞電影的劇本、導演、演技、配樂以及葛斯林和史東之間所產生的火花。爛番茄收集的432篇專業影評文章中，「新鮮度」為91%，平均得分8.62分（滿分10分）。網站的共識評價爲「《樂來越愛你》以緊張自信的導演、强而有力的演出和無法抗拒的過度決心爲一種過去的種類注入新生命」，而基於另一影評網站Metacritic基於54篇評論文章，平均分爲93（滿分100），代表「普遍好評」。它在以上網站分別爲2016年第三和第六高評價電影。據CinemaScore進行的調查，觀眾的平均評價於A+至F間落於「A-」，而PostTrak顯示觀眾給予總計81%好評及93%的「絕對推薦」。
《滾石》的彼得·崔維斯（Peter Travers）給予《樂來越愛你》4顆星（滿分4顆），稱其爲「一個激動人心的出奇成就」並稱讚它的音樂歌舞，尤其是開場那一幕。他接著將其列爲他年度最喜歡的電影。《芝加哥論壇報》的邁克爾·菲利浦斯（Michael Phillips）同樣讚揚開場的一組鏡頭，以及强調史東的演出，並稱「她已經是觀看《樂來越愛你》的原因了」。儘管不熱衷於葛斯林的舞蹈和電影的中間部分，但是菲利浦斯仍然給予電影4顆星（滿分4顆），並稱其爲「年度最認真令人愉快的娛樂電影」。《紐約時報》的A·O·史考特（A.O. Scott）讚賞這部電影，並稱其「均成功將充滿泡沫的幻想和理智的寓言、將浪漫喜劇和娛樂情節劇、將美好的詭計和感人的真實集於一身的一部作品」。《衛報》的彼得·布拉索（Peter Bradshaw）給予電影5顆星（滿分5顆），稱其爲「陽光普照的歌舞片傑作」。《視與聽》的湯姆·查里提（Tom Charity）說：「查澤雷精心創作了這個罕見的東西，一部真正的浪漫喜劇片，以及充滿藍、紅、黃和綠的狂想曲。」泰·布爾（Ty Burr）於2016年12月在《波士頓環球報》撰稿時總結電影與觀眾產生聯繫的有效性，並說道：「……電影流淌著珍惜開始消失的東西那苦樂參半的快樂，例如想像在高潮歌舞中的不真實未來，或者在舊電影中永遠存在的那些漆黑且星光熠熠的舞池，又或者好萊塢歌舞劇本身。或者爵士樂：塞巴斯蒂安在早期呆在夜總會，在那裏他熱情地堅持自己喜歡的音樂。他說：『它逐漸凋零。世界說了：「讓它死去吧，它已過了屬於它的輝煌年代。」不，在我的看管下可別想。』在那一幕，他是跟導演說；而在《樂來越愛你》的結尾，他則是跟每一個人說。」
影評人批評電影對於種族和爵士樂的處理。《今日美國》的凱莉·勞勒（Kelly Lawler）由於「他的追求（並之後成功）讓傳統黑人類型音樂從絕種的狀態被拯救起來，看起來只有他才能達到如此成就」，而指出葛斯林的角色被一些評論家稱爲「白人救世者」。《連線》的露比·洛特-拉維尼亞（Ruby Lott-Lavigna）、《紐約》的安娜·西爾曼（Anna Silman）和MTV新聞的艾拉·麥迪遜三世（Ira Madison III）均表達出這種看法。《紐約觀察報》的雷克斯·里德（Rex Reed）同時瞄準了電影模仿米高梅歌舞經典電影的意圖，並認爲「由雄心勃勃的達米恩·查澤雷創作的劇本充滿樟腦丸的味道」以及「電影在中間部分嚴重下陷，就像一張需要新彈簧的破舊床墊」。《南華早報》說道這部電影有點沉悶，兩位主角的歌唱和跳舞并不突出，塞巴斯蒂安是一名爵士樂的勢利小人，蜜雅角色本身則缺乏深度。

### 榮譽

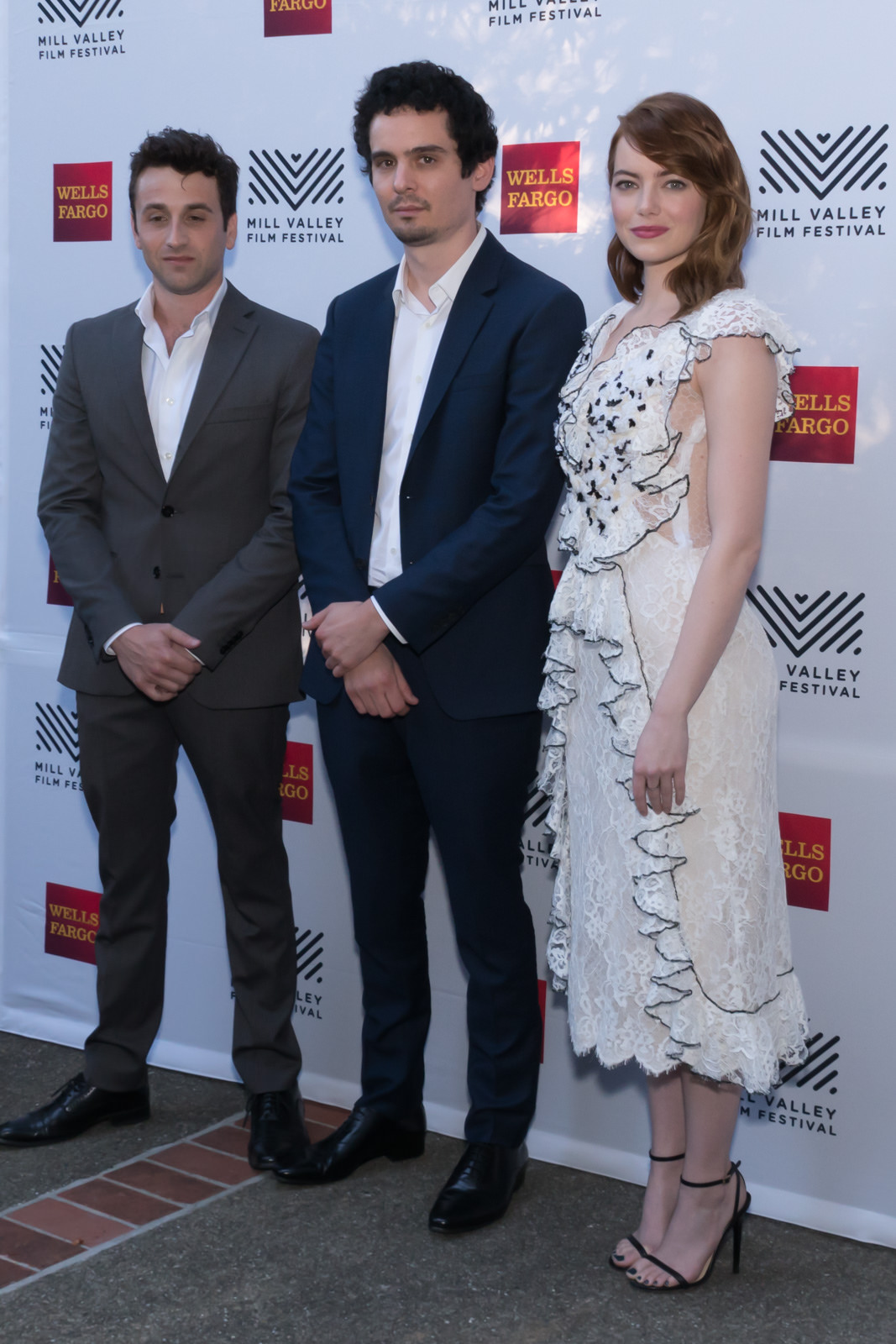
赫維玆、查澤雷和史東於2016年10月出席米爾谷影展

《樂來越愛你》在第70屆英國電影學院獎獲得十一項提名，比其他2016年參選電影還要多。電影贏得最佳影片、最佳導演、最佳女主角（史東）、最佳攝影和最佳電影音樂。
在第74屆金球獎，《樂來越愛你》獲得七項提名，爲全場最多。該片贏得所有提名，創下了單部電影贏得最多金球獎的歷史記錄，包括最佳音樂及喜劇電影、最佳導演、最佳音樂及喜劇類電影男主角（葛斯林）、最佳音樂及喜劇類電影女主角（史東）、最佳劇本、最佳原創配樂和最佳原創歌曲（《星光之城》）。
在第89屆奧斯卡金像獎，《樂來越愛你》贏得六項，爲全場最多，包括最佳導演、最佳女主角（史東）、最佳攝影、最佳原創音樂、最佳原創歌曲（《星光之城》）和最佳藝術指導。電影獲得十四項提名，打平了《彗星美人》和《鐵達尼號》以單部電影獲得最多的提名。其他提名包括最佳影片、最佳男主角（葛斯林）、最佳原創劇本、最佳影片剪輯、最佳服裝設計、第二項最佳原創歌曲（《試音 (做夢的傻瓜)》）、最佳音效剪輯和最佳混音。

#### 奧斯卡颁奖乌龙事件
在奧斯卡典禮期間，頒獎人在閲讀打開的卡片之後錯誤地宣佈《樂來越愛你》贏得最佳影片，而其實它是宣佈艾瑪·史東贏得最佳女主角的複製卡片。在《樂來越愛你》的演員和工作人員上台之後，花了兩分鐘和將近三場得獎感言秀場製作人才來糾正錯誤，而真正贏家是《月光下的藍色男孩》。

#### 德國電視節目惡作劇
2017年3月，《樂來越愛你》成為德國年度影視獎金牌攝影機獎的惡作劇焦點。德國喜劇人傑可·溫特沙伊特和克拉斯·海佛-烏諾夫在《樂來越愛你》贏得「最佳國際電影」獎時安排假冒瑞恩·高斯林的人來授獎。典禮後，電視廣播公司德國電視二台的發言人被問到獎項是否歸還時表示《樂來越愛你》已經獲獎，而獎座也會給真正的瑞恩·高斯林。該事件被稱為「高斯林門」，並引發了對其概念的批評。媒體影評人認為「最佳國際電影」成立目的只是讓瑞恩·高斯林出現在典禮上，而非考量電影的品質。這件事也成為2019年金牌攝影機獎遭到取消的導火線。2018年，溫特沙伊特和海佛-烏諾夫因遭到媒體批評而贏得格力莫獎。

## 外部連結
- 樂來越愛你的Instagram帳戶（英文）
- AllMovie上《樂來越愛你》的资料（英文）
- Box Office Mojo上《樂來越愛你》的資料（英文）
- 互联网电影数据库（IMDb）上《樂來越愛你》的资料（英文）
- Metacritic上《樂來越愛你》的資料（英文）
- 爛番茄上《樂來越愛你》的資料（英文）
- TCM电影资料库上《樂來越愛你》的资料（英文）
- 開眼電影網上《樂來越愛你》的資料（繁體中文）
- 时光网上《樂來越愛你》的資料（简体中文）
- 豆瓣电影上《樂來越愛你》的資料 （简体中文）